# Tohokushinsha Film
Tohokushinsha Film Corporation (株式会社東北新社, Kabushiki-gaisha Tōhoku Shinsha) est une société japonaise de production et de distribution de films basée dans le quartier d'Akasaka, à Tokyo.

## Histoire
Tohokushinsha Film Corporation a été fondée en 1961 en tant que société de doublage et a étendu peu après ses activités à la distribution et à la production de films et d'émissions télévisées. Elle a notamment produit ou distribué des films, séries télévisées et anime tels que Shogun (1980), Black Rain (1989), Patlabor (1989), Crying Freeman (1995), Le Voyage de Chihiro (2001), Le Château ambulant (2004), ainsi que les films de Sofia Coppola Lost in Translation (2003), Marie-Antoinette (2006), Somewhere (2010) et The Bling Ring (2013).